# Il viaggio della pietra di luna
(Lupo Solitario verso di te, paragrafo 1)
Il viaggio della pietra di luna (titolo originale Voyage of the Moonstone) è un librogame dello scrittore inglese Joe Dever, pubblicato nel 1994 a Londra dalla Red Fox Children's Books e tradotto in numerose lingue del mondo. È il ventunesimo dei volumi pubblicati della saga Lupo Solitario. La prima edizione italiana, del 1994, fu a cura della Edizioni EL.
Questo libro è il primo della serie, in cui il protagonista non è più il supremo maestro Ramas Lupo Solitario, ma uno dei suoi allievi del "Nuovo ordine": in queste avventure, è il lettore che deve scegliere il nome del proprio personaggio, o attraverso una combinazione di due nomi (estratti a sorte da due elenchi) oppure ideato direttamente dal lettore.

## Trama
Tu sei un Grande Maestro Ramas del Nuovo Ordine, incaricato direttamente dal Supremo Maestro Ramas Lupo Solitario, di riportare la Pietra di Luna dai semi-dei Shianti.
Mentre Lupo Solitario organizza in pompa magna la finta missione di riportare lui stesso la Pietra di Luna all'isola di Lorn (il luogo ove vivono gli Shianti), il vero incaricato della missione si accinge ad intraprendere un viaggio di oltre 2000 miglia attraverso il versante nord-orientale del Magnamund.

## Edizione
- Joe Dever, Il viaggio della pietra di luna, traduzione di Laura Pelaschiar McCourt, Collana Librogame, Edizioni EL, 1994,  cap. 350, ISBN 88-7068-707-4.